# Maritime Electric
Maritime Electric — поставщик электроэнергии на острове Принца Эдуарда и коммунальное предприятие, которое регулируется Комиссией по регулированию и апелляциям острова Принца Эдуарда в соответствии с Законом об электроэнергетике и Законом о возобновляемых источниках энергии. Коммунальное предприятие управляет двумя электростанциями на острове: Шарлоттаунской тепловой электростанцией и Борденской электростанцией.
13 ноября 2009 года было объявлено, что правительство острова Принца Эдуарда ведёт переговоры с представителями от провинции Квебек о предоставлении электроэнергии между двумя провинциями, что может привести к заключению долгосрочного контракта на поставку электроэнергии с компанией Hydro-Québec о строительстве подводной линии электропередачи, соединяющей остров Принца Эдуарда и Острова Мадлен и, в ожидании участия компании Fortis, продажа Maritime Electric компании Hydro-Québec. Это последовало за объявлением о предполагаемой покупке Hydro-Québec большей части активов NB Power двумя неделями ранее (сделка не состоялась в марте 2010 года).